# エイモス・ルーシー
エイモス・ルーシー（Amos Wilson Rusie, 1871年5月30日 - 1942年12月6日）は、アメリカ合衆国インディアナ州ムーアズビル出身のプロ野球選手（投手）。右投げ右打ち。ニックネームは、"The Hoosier Thunderbolt"（インディアナの稲妻）。

## 経歴
インディアナポリスの石工の息子だったルーシーは、当初勤め先の工場の野球チームで外野手をしていたが、投手としての速球の速さに目をつけられ、1889年に17歳でインディアナポリスに入団する。この年は33試合に登板し12勝10敗、防御率5.32の成績を残す。翌1890年、ナショナルリーグ首脳の意向（プレイヤーズ・リーグやアメリカン・アソシエーションへの対抗策とされる）により、インディアナポリス球団は解散し、ルーシーはニューヨーク・ジャイアンツに移籍。この年の成績は29勝34敗、奪三振は、当時のリーグ新記録となる341を挙げるが、一方で四球数が289、暴投も36と荒れ球の投手だった。ルーシーの速球に関するエピソードは数多い。ある試合でルーシーの死球を受けたヒューイー・ジェニングス（後の野球殿堂入り選手で、通算死球数メジャーリーグ記録を持つ）は、その後4日間昏睡状態のままだったそうで、真偽は定かではないが、この一件が1893年に投手－本塁間の距離が60フィート6インチに改訂された理由の一つ、とされることがある。
その後、1891年から1894年にかけて4年連続で30勝以上を挙げたほか、1895年までの間にリーグの最多奪三振を5度獲得した。逆に四球の数も1890年から1894年の5年連続でリーグ最多だった。1894年には最多勝利（36勝）、最多奪三振（195）、防御率2.78で投手三冠を獲得。これは投手－本塁間ルール改正の後に達成されたもので、この頃のルーシーは速球だけでなく、非常にブレーキの大きなカーブの使い方が上手くなっていた。
1896年のシーズン前、ルーシーは当時のジャイアンツのオーナーだったアンドリュー・フリードマンとの年俸の契約がこじれ、同年シーズンオフにルーシーは5,000ドルの年俸（オーナーはなんくせをつけ年俸2,500ドルしか提示しなかった）を求めてオーナーを提訴、最終的には3,000ドルの年俸で和解することになったのだが、この争いのためルーシーは1896年シーズンに出場できなかった。ジャイアンツには1900年まで在籍していたが、1898年に腕を故障し、ライナーを頭部に受けたことによる聴力の障害などから、1899,1900年の2年間プレーができなかった。1900年末にクリスティ・マシューソンとのトレードでレッズに移籍したが、レッズでは3試合にしか登板せず、そのまま引退する。
1942年、シアトルにて死去。1975年にベテランズ委員会によりアメリカ野球殿堂入り選手に選出された。
投手としての球種はハードカーブ（ブレーキの大きいカーブ）、スローボール（現在でいうチェンジアップのようなボール）（米書「guide to pitchers 」より）。

## 詳細情報

### 年度別投手成績
| 年 度      | 球 団      | 登 板 | 先 発 | 完 投 | 完 封 | 無 四 球 | 勝 利 | 敗 戦 | セ 丨 ブ | ホ 丨 ル ド | 勝 率 | 打 者 | 投 球 回 | 被 安 打 | 被 本 塁 打 | 与 四 球 | 敬 遠 | 与 死 球 | 奪 三 振 | 暴 投 | ボ 丨 ク | 失 点 | 自 責 点 | 防 御 率 | W H I P |
| ---------- | ---------- | ----- | ----- | ----- | ----- | -------- | ----- | ----- | -------- | ----------- | ----- | ----- | -------- | -------- | ----------- | -------- | ----- | -------- | -------- | ----- | -------- | ----- | -------- | -------- | ------- |
| 1889       | IND        | 33    | 22    | 19    | 1     | --       | 12    | 10    | 0        | --          | .545  | 1036  | 225.0    | 246      | 12          | 116      | --    | 9        | 109      | 9     | 0        | 181   | 133      | 5.32     | 1.61    |
| 1890       | NYG        | 67    | 62    | 56    | 4     | --       | 29    | 34    | 1        | --          | .460  | 2379  | 548.2    | 436      | 3           | 289      | --    | 26       | 341      | 36    | 0        | 300   | 156      | 2.56     | 1.32    |
| 1891       | NYG        | 61    | 57    | 52    | 6     | --       | 33    | 20    | 1        | --          | .623  | 2167  | 500.1    | 391      | 6           | 262      | --    | 18       | 337      | 17    | 1        | 244   | 142      | 2.55     | 1.31    |
| 1892       | NYG        | 65    | 62    | 59    | 2     | --       | 32    | 31    | 0        | --          | .508  | 2314  | 541.0    | 410      | 7           | 270      | --    | 12       | 304      | 24    | 0        | 290   | 171      | 2.84     | 1.26    |
| 1893       | NYG        | 56    | 52    | 50    | 4     | --       | 33    | 21    | 1        | --          | .611  | 2111  | 482.0    | 451      | 15          | 218      | --    | 16       | 208      | 26    | 0        | 260   | 173      | 3.23     | 1.39    |
| 1894       | NYG        | 54    | 50    | 45    | 3     | --       | 36    | 13    | 1        | --          | .735  | 1910  | 444.0    | 426      | 10          | 200      | --    | 5        | 195      | 10    | 0        | 228   | 137      | 2.78     | 1.41    |
| 1895       | NYG        | 49    | 47    | 42    | 4     | --       | 23    | 23    | 0        | --          | .500  | 1690  | 393.1    | 384      | 9           | 159      | --    | 7        | 201      | 10    | 0        | 248   | 163      | 3.73     | 1.38    |
| 1897       | NYG        | 38    | 37    | 35    | 2     | --       | 28    | 10    | 0        | --          | .737  | 1336  | 322.1    | 314      | 6           | 87       | --    | 10       | 135      | 6     | 0        | 143   | 91       | 2.54     | 1.24    |
| 1898       | NYG        | 37    | 36    | 33    | 4     | --       | 20    | 11    | 1        | --          | .645  | 1261  | 300.0    | 288      | 6           | 103      | --    | 9        | 114      | 13    | 0        | 149   | 101      | 3.03     | 1.30    |
| 1901       | CIN        | 3     | 2     | 2     | 0     | 0        | 0     | 1     | 0        | --          | .000  | 109   | 22.0     | 43       | 1           | 3        | --    | 0        | 6        | 2     | 0        | 25    | 21       | 8.59     | 2.09    |
| 通算：10年 | 通算：10年 | 463   | 427   | 393   | 30    | *0       | 246   | 174   | 5        | --          | .586  | 16313 | 3778.2   | 3389     | 75          | 1707     | --    | 112      | 1950     | 153   | 1        | 2068  | 1288     | 3.07     | 1.35    |

- 各年度の太字はリーグ最高、赤太字はMLB歴代最高

### 獲得タイトル・記録
- 投手三冠：1回 (1894年)
- 最多勝利：1回 (1894年)
- 最優秀防御率：2回 (1894年、1896年)
- 最多奪三振：5回 (1890年、1891年、1893年 - 1895年)
- ノーヒットノーラン：1回（1891年7月31日）

### 打撃成績
- 通算成績：486試合、1730打数428安打、本塁打8、打点176、打率.247